# Jade-Eleena Dregorius

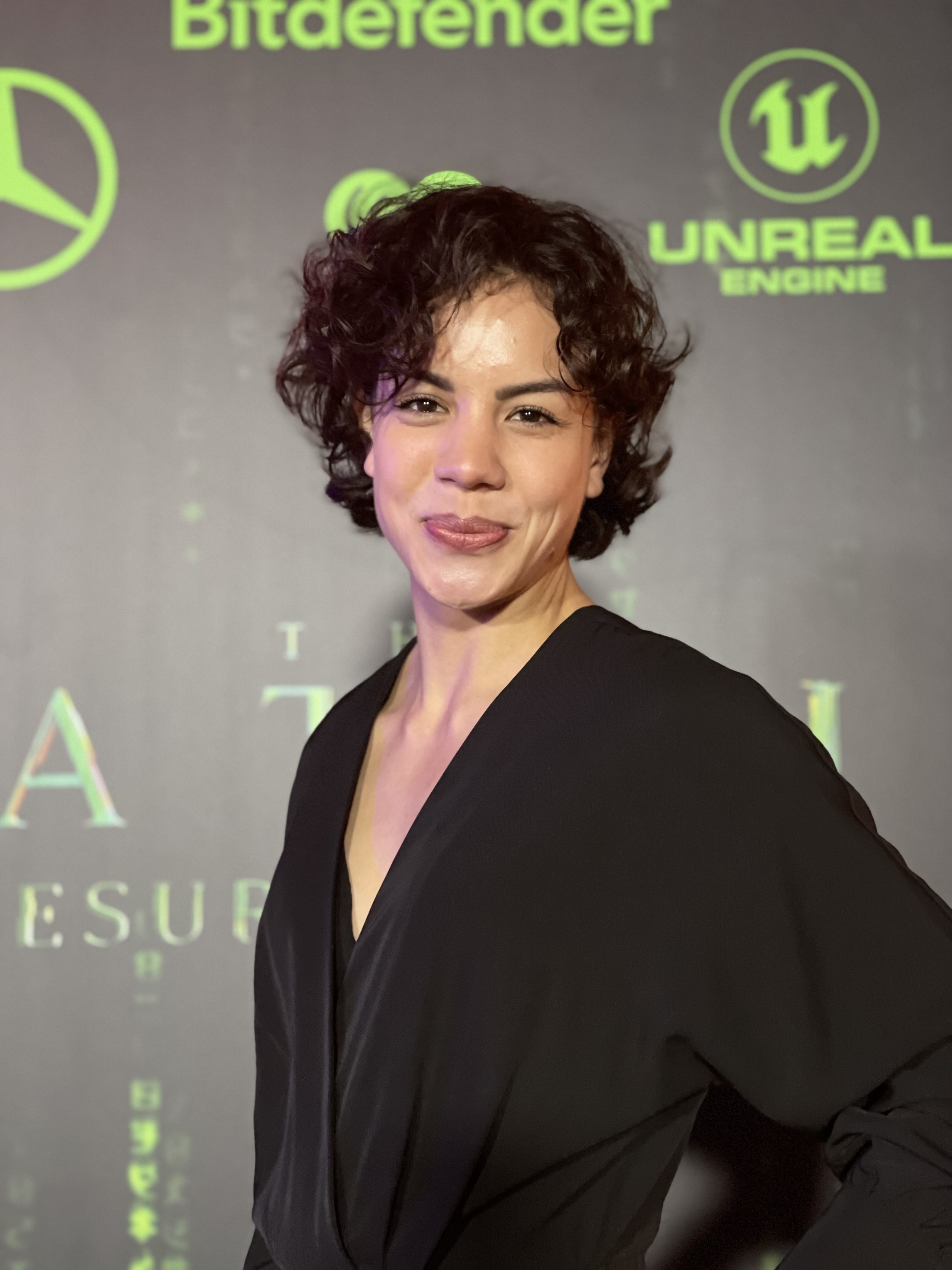
Jade-Eleena Dregorius

Jade-Eleena Dregorius ist Schauspielerin und Stuntfrau. Sie lebt zurzeit (Stand 2023) in Berlin. Ihr Vater ist Malaie, ihre Mutter Deutsche.

## Leben
Im Alter von neun Jahren begann sie mit dem Training von Shaolin Kung Fu. Schon bald wurde Jade in das Showteam ihrer Kung Fu-Schule aufgenommen. So kam sie durch Auftritte mit dem Team u. a. im Tigerenten Club schon früh mit Film und Fernsehen in Berührung. Ebenso qualifizierte sie sich auch für entsprechende Wettkämpfe, wie z. B. den Chanvu Cup in Budapest 2009 oder den International Wushu Cup Amsterdam 2010.
Nach dem Abitur nahm Jade an der Universität Potsdam ein Lehramt-Studium auf, das sie mit einem Bachelor of Education für Sport und Ethik abschloss.
Während ihrer Schul- und später der Studienzeit erlernte sie weitere Kampfsportarten, unter anderem Kick-/Thai-Boxen und Taekwondo. Ihre Kampfsportfähigkeiten eröffneten ihr den Weg in die internationale Filmstunt-Szene.

## Karriere
Nach ihrem ersten erfolgreichen Casting als Stunt-Double für die Schauspielerin Bae Doona zur Netflix-Serie Sense8 arbeitete Jade viel mit den Wachowski-Geschwistern zusammen. So war sie durchgehend von 2015 bis 2018 in allen 24 Episoden als Doonas Stuntdouble besetzt. Danach war sie in Filmen und Serien wie zum Beispiel Fast & Furious 9 (F9), Strike Back 7, Babylon Berlin oder The Princess zu sehen. Für ihre Stuntausführung in Matrix Resurrections wurde sie 2021 zusammen mit dem Stuntteam für den SAG-Award nominiert. In diesem Film doubelte sie die Schauspielerin Jessica Henwick, dafür ließ sie sich die Haare kurze schneiden und blau färben. Zusätzlich durfte sie auch einen der Captains in diesem Film verkörpern.
Schon seit 2019 ist Dregorius genauso als Schauspielerin zu sehen; wie zum Beispiel in einer Episode von Strike Back – Revolutions als Gabriella Kowalski oder auch 2021 in der Netflix-Serie In from the Cold, in der sie die Zoya Kotova spielte.
2022 spielte sie an der Seite von Kaley Cuoco und David Oyelowo in dem Film Role Play die Rolle der „JI“. Ebenso ist Jade 2023 in der Serie "Wheel of Time" als Seta zu sehen.
Im Jahr 2025 wurde Jade für ihre Arbeit im Film "The Killer" in 3 Kategorien des Taurus-Awards nominiert: Best Fight, Best Overall Stunt und Best High Work.

## Filmographie (Auswahl)
- 2015–18: Sense8 (Stunt)
- 2017/19: Strike Back / Staffel 6 / 7 (Stunt)
- 2021: Matrix Resurrections (Stunt)
- 2021: Fast & Furios 9 (Stunt)
- 2022: In from the Cold (Serien-Rolle)
- 2023: Role Play (Maincast)
- 2023: Das Rad der Zeit / 2. Staffel (Serien-Rolle)